# Schwendtag
Unter einem Schwendtag (bairisch; auch: verworfener Tag, Unglückstag, elsässisch Nöttelestag) versteht der Volksglaube einen Tag, an dem nichts Neues (z. B. Urlaub, Reise, Arbeit, Operation, Heirat, Verlobung, Geschäftsabschlüsse) begonnen werden soll. Nach dem Volksglauben kann an diesen Tagen etwas Altes entfernt werden (z. B. Ausmisten, Unkrautjäten, Putzen). Während an den Schwendtagen bestimmte Tätigkeiten unterlassen werden sollen, empfehlen die Lostage bestimmte Arbeiten oder weisen auf kommende Ereignisse hin (z. B. Wetterumschwung).
Bereits im antiken Rom waren Unglückstage bzw. gefährliche Tage kalendarisch benannt, als dies atri (sing. dies ater „Schwarzer Tag“).
Im Mittelalter wurde an „verworfenen Tagen“ (auch kritische Tage, lateinisch dies incerti und dies critici genannt), die aus dem hippokratischen Begriff der Krise von Krankheitsverläufen hervorgingen und später als unheilbringend galten, auf medizinische Maßnahmen wie Aderlass oder andere Therapieformen unter Umständen (nach Einschätzung von Badern oder Astromedizinern) vorsichtshalber verzichtet.
Eine ältere Form der monatsbezogenen (in Spezial-Lunaren aufgeführten) „verworfenen Tage“ wurde lateinisch als Dies aegyptiaci („Ägyptische Tage“), eine jüngere Form als „Pariser Tage“ bezeichnet.

## Wortherkunft
Der bairische Begriff Schwendtag leitet sich von mhd. swende, ahd. swendi „Vernichtung, Verbannung“ ab (modern noch Schwende „durch Rodung gewonnenes Land“), zum Verb schwenden (schwinden lassen, zerstören, Wald ausreuten, verschwenden. Kausativbildung zu schwinden, nur im hd. nachweisbar; ahd. suentan, suenden).
Im Sundgau hießen Schwendtage Nöttelestage.

## Kalendarische Zuordnung
Es existieren z. T. erheblich abweichende kalendarische Auflistungen von Unglückstagen.
Kuhn und Schwartz (1848) zitieren eine „Handschrift aus Stendal“, die als „unglückliche Tage“ kennt: 1., 3., 6., 17., 18. Januar; 8., 16., 17. Februar; 1., 12., 13., 15. März; 3., 15., 17., 18. April; 8., 10., 17., 30. Mai; 1. und 7. Juni; 1., 5., 6., Juli; 1., 3., 18., 20. August; 15., 18., 30. September; 15. und 17. Oktober; 11. und 17. November; 1., 7., 11. Dezember; davon sind als besonders unglücklich genannt: 13. März, 1. April, 1. und 18. August, 1., 3. und 30. September sowie 1. Dezember (sic, 1. April, 1. und 3. Sept. fehlen in der ersten Liste). Der erste April wird als Unglückstag bezeichnet, da dies der Geburtstag des Judas war. Am 1. August soll, nach der Kirche, Luzifer aus dem Paradies in die Hölle verbannt worden sein. Außerdem ist der 1. Dezember als schwarzer Tag datiert, da an diesem Tag Sodom und Gomorrha untergegangen sind.